# Gerrit Jan Heijn

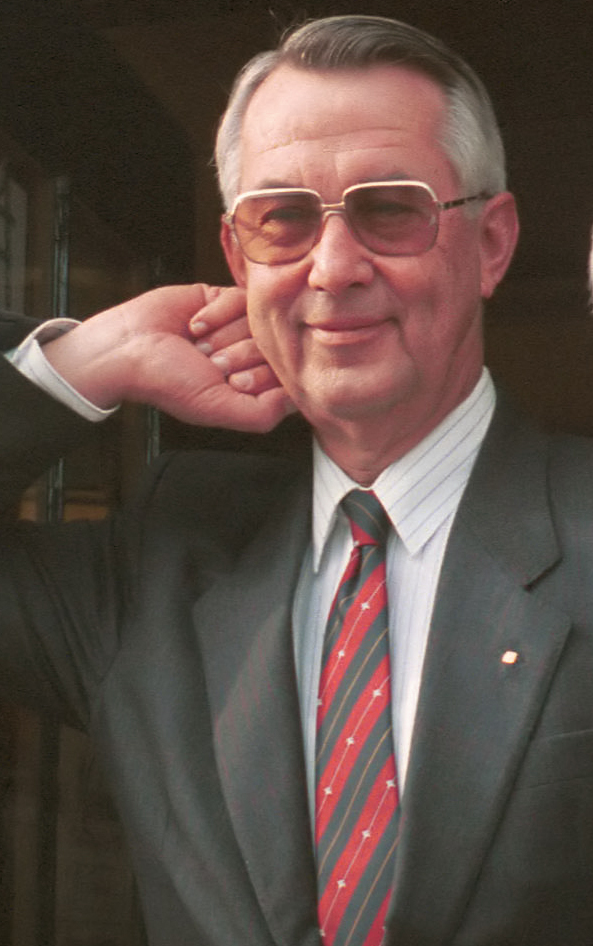
Gerrit Jan Heijn in 1987

Gerrit Jan Heijn (Zaandam, 14 februari 1931 – Doorwerth, 9 september 1987) was een Nederlands zakenman.
Tot aan zijn dood was hij samen met zijn broer Albert topman van Ahold. Hij was een kleinzoon van Albert Heijn en de vader van onder anderen Ronald Jan Heijn.

## Jubileum
In 1987 werd het 100-jarig bestaan van het bedrijf gevierd. Werknemers zamelden geld in voor de bouw van een vakantiebungalow voor gehandicapten. Dit werd Het Steentjeshuis in Doorn, dat op 2 juni werd overgedragen aan het Prinses Beatrix Fonds.

## Ontvoering en moord
Op 9 september 1987 werd Heijn bij zijn villa in Bloemendaal ontvoerd door de werkloze ingenieur Ferdi Elsas, beter bekend als Ferdi E. De ontvoerder schoot Heijn al na een paar uur dood, maar hield toch lang de schijn op dat de Ahold-topman nog in leven zou zijn. Zo stuurde hij onder meer de bril en een afgesneden pink van Heijn op. Elsas liep tegen de lamp toen hij het losgeld uit begon te geven bij een kleine slijterij. Hij werd veroordeeld tot twintig jaar cel en tbs en kwam vrij in 2001. 
Op aanwijzingen van Elsas werd het lichaam van Heijn gevonden in de bossen bij Doorwerth. Op 9 april 1988 werd Gerrit Jan Heijn gecremeerd in het Crematorium Velsen in Driehuis in aanwezigheid van de naaste familie en enkele vrienden. Zijn as is bijgezet in het familiegraf van de familie Heijn.

## Media
- Het verhaal van de film The Clearing uit 2004 was gedeeltelijk gebaseerd op de ontvoeringszaak van Gerrit Jan Heijn.
- In 2006 verscheen het boek De verzoening. Het verhaal van Hank Heijn van de journalist Alex Verburg, waarin de weduwe van Gerrit Jan Heijn voor het eerst haar verhaal vertelde.